# Культура Даси

Культура Даси (Daxi) на карте Китая

Даси (大溪; англ. Daxi culture, V—IV тыс. до н. э.) — китайская неолитическая культура среднего течения Янцзы (восток провинции Сычуань и Хубэй). Раскопки производились в 1920-е гг. Для данной культуры характерна белая керамика (тарелки), рисоводство и укрепленные поселения. Есть сведения о свиноводстве и выращивании домашних кур. При декорировании захоронений использовался образ дракона.
Сменилась культурой Цюйцзялин. Исследователи предполагают родство носителей данной культуры с носителями языков хмонг-мьен (haplogroup O3d).